# 馬爾科斯塔夫
50°43′23″N 24°23′50″E / 50.72306°N 24.39722°E
馬爾科斯塔夫（烏克蘭語：Маркостав），是烏克蘭西北部的村莊，隸屬沃倫州的沃洛德米爾區。該村始建於1577年，面積0.55平方公里，海拔高度209米，2001年人口102，人口密度每平方公里184.45人。